# Asketria
Asketria là một chi bướm đêm thuộc phân họ Olethreutinae trong họ Tortricidae.

## Các loài
- Asketria cervinana (Caradja, 1916)
- Asketria lepta Falkovitsh, 1964